# دیوید جونز (بازیکن فوتبال، زاده ۱۹۱۴)
دیوید جونز (انگلیسی: David Jones; ۱۰ ژوئن ۱۹۱۴ – ۳۰ مهٔ ۱۹۸۸) بازیکن فوتبال اهل انگلستان بود.
از باشگاه‌هایی که در آن بازی کرده‌است می‌توان به نیوپورت کانتی، کاردیف سیتی، ویگان اتلتیک، منچستر یونایتد، و سوئیندون تاون اشاره کرد.